# Феодальная монархия
Феодальная монархия — разновидность монархии, при которой в экономике преобладает сельскохозяйственное производство, господствует натуральное хозяйство, существуют две основные социальные группы: феодалы и крестьяне. Характерно использование методов внеэкономического принуждения, соединение верховной власти с землевладением. С точки зрения марксистской теории феодализм — общественно-экономическая формация, приходящая на смену рабовладельческой и предшествующая капиталистической.